# HD 60803
HD 60803，又名BD+06 1729，SAO 115693、HR 2918，是一颗恒星，视星等为5.91，位于銀經212.81，銀緯12.7，其B1900.0坐标为赤經7h 31m 15.2s，赤緯+6° 12.7′ 0″。